# توسا (اسطوره یونان)
توسا (به یونانی: Θόωσα, Thoōsa) در اساطیر یونان فرزند فورسیس و ستو یک حوری دریایی بود. توسا به مانند یک پری دریایی همانند خواهران خود سکولا و اکیدنا، که به جای پا دارای دمی شبیه به مارماهی بود. او از پوزئیدون مادر یکی از سیکلوپها به نام پولیفموس بود.